# Дебелоклюна еуфония
Дебелоклюната еуфония (Euphonia laniirostris) е птица от семейство Чинкови (Fringillidae).

## Разпространение
Видът е разпространен в Боливия, Бразилия, Венецуела, Еквадор, Колумбия, Коста Рика, Панама и Перу.
Името ѝ произлиза от думата еуфония(хармоничното подреждане на звуците в текста, независимо дали е изговорен на глас или прочетен тихо).